# Rucensi
Los rucensi fueron una antigua tribu de Cerdeña.

## Historia
Descrito este antiguo pueblo por Ptolomeo (III, 3), los rucensi habitaban al sur de los aechilenses, también llamados cornenses y al norte de los celsitani y los corpicenses.